# قهرمان

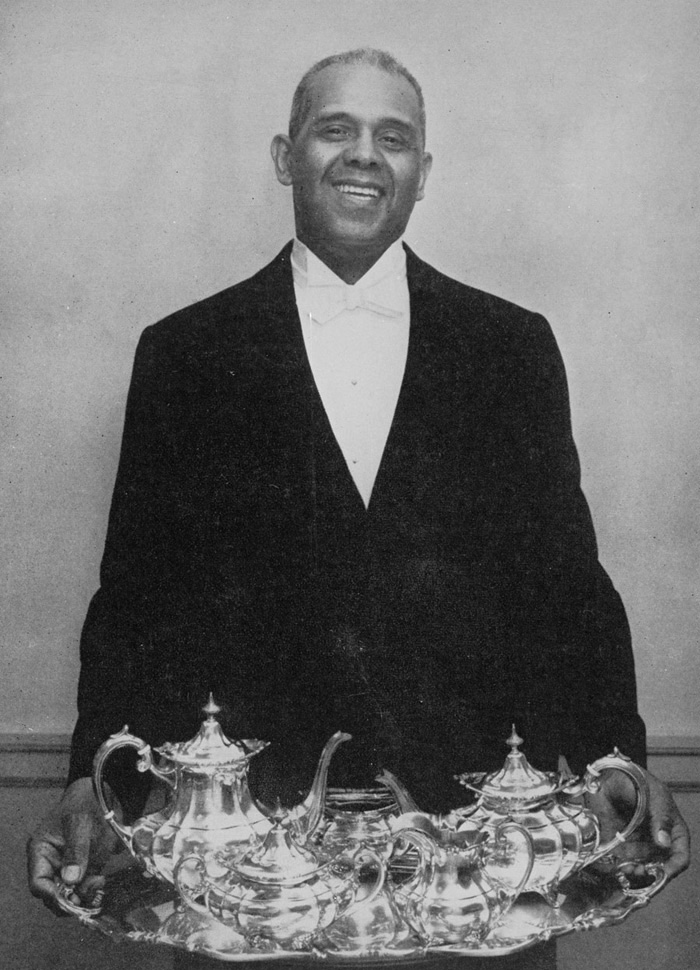
ألونزو فيلدز، قهرمان (butler) في البيت الأبيض

القهرمان هو القائم والوكيل والحافظ لما تحت يده، وهي كلمة فارسية تعني أمناء الملك، أو القائم بأمور الرجل مؤلفة من كلمتي «قهر» العربية و«مان». وقيل أنها مرادف لكلمة خازن باللغة العربية، والخازن هو متعهّد أو مسئول الخَزْن، الذي يتولى حفظ المال وغيره وإنفاقه، وبيده حفظ الطعام والمأكول. وتختلف وظيفة القهرمان بحسب ماوكل أليه، فأساس الوظيفة هي التدبير والأدارة لما تحت يده ، فقهرمانة الحرم هي مدبرة الحرم، وقهرمان الخيول هو سائسها وقهرمان البيت هو القيم والمدبر والناظر فيها ورئيس خدمها.